# أندرو كروكت
أندرو كروكت (بالإنجليزية: Andrew Crockett)‏ هو مصرفي واقتصادي بريطاني، ولد في 23 مارس 1943، وتوفي في 3 سبتمبر 2012 بسبب سرطان البنكرياس.